# Port lotniczy Żylina
Port lotniczy Żylina (IATA: ILZ, ICAO: LZZI) – port lotniczy położony 10 km na zachód od centrum Żyliny, w miejscowości Dolný Hričov, w kraju żylińskim, na Słowacji. Lotnisko zbudowano w 1970 roku. Pierwszy lot wykonany z niego został w maju 1972 roku, ale port oficjalnie został otwarty dopiero w sierpniu 1974 roku. Aktualnie (listopad 2023) lotnisko obsługuje loty prywatne i powietrzne taksówki.

## Kierunki lotów i linie lotnicze
Według stanu na listopad 2023, port nie obsługuje regularnych połączeń.

### Dawne
| Linia lotnicza              | Kierunek |
| --------------------------- | -------- |
| Czech Airlines              | 1. Praga |
| Razem: 1 kierunek w 1 kraju |          |

## Statystyki ruchu
| Rok  | Pasażerowie | Cargo (kg) | Operacje lotnicze |
| ---- | ----------- | ---------- | ----------------- |
| 2006 | 10 973      | 8 173      | 11 495            |
| 2007 | 10 720      | 1234       | 10 971            |
| 2008 | 12 294      | 1685       | 12 673            |
| 2009 | 12 395      | 6739       | 14 323            |
| 2010 | 9912        | 1937       | 15 190            |
| 2011 | 6805        | 2283       | 7484              |
| 2012 | 1712        | 1275       | 10 222            |
| 2013 | 408         | 325        | 7649              |
| 2014 | 245         | 2852       | 6311              |
| 2015 | 888         | 1252       | 7832              |
| 2016 | 298         | 1200       | 7451              |
| 2017 | 421         | 526        | 8911              |
| 2018 | 523         | 434        | 9881              |
| 2019 | 349         | 0          | 7903              |
| 2020 | 268         | 247        | 7649              |
| 2021 | 492         | 360        | 11 331            |
| 2022 | 660         | 232        | 12 891            |

Źródło: